# Kadi
Un kadi (en árabe: قاضي‎ qāḍī; en turco: kadı) era un funcionario del Imperio otomano. El término kadi se refiere a los jueces que presiden los asuntos de acuerdo con la ley islámica, pero en el Imperio otomano, el kadi también se convirtió en una parte crucial de la jerarquía administrativa de la autoridad central. Después de que Mehmed II codificara su kanun, los kadis se basaban en esta ley secular dinástica, en las costumbres locales y en la sharía —la ley divina islámica— para orientar sus decisiones. Además de juzgar los asuntos penales y civiles, el kadi supervisaba la administración de las dotaciones religiosas y era el tutor legal de los huérfanos y otras personas sin tutor. Aunque los musulmanes, en particular los hombres , poseían un estatus superior en la corte del kadi, los no musulmanes y los extranjeros también tenían acceso al sistema judicial. Dentro del sistema administrativo provincial otomano, conocido como sistema timar, el kadi servía como un importante control del poder de la clase militar. A pesar de la incuestionable autoridad del sultán, los kadis poseían un cierto grado de autonomía en sus decisiones.
El territorio de un kadi se denominaba kadiluk; podía haber varios kadiluks en una provincia (sanjacado). Cada subprovincia o kaza, gobernada por un kaymakam, tenía un kadı (aunque no todos los kadis estaban asignados a una kaza, y los límites cambiaban con el tiempo).

## Relación con el sistema timar
El Imperio otomano se gobernaba mediante una jerarquía descendente en la que toda la autoridad recaía en última instancia en el sultán. Cuando el Imperio comenzó a adquirir agresivamente vastos territorios con poblaciones diversas, la autoridad imperial adoptó el sistema timar para gobernar estas tierras y fomentar una fuente constante de ingresos fiscales. Los berats del sultán nombraban a un kadi para un distrito, entre los miembros de los ulemas (eruditos religiosos y jurídicos). En cada distrito, un bey de la clase militar ejercía la autoridad ejecutiva del sultán, mientras que el kadi representaba su autoridad legal. La división de poderes entre estas dos autoridades producía un delicado equilibrio; el bey necesitaba el juicio de un kadi para castigar a un súbdito, y el kadi no podía llevar a cabo sus propias sentencias. Según Amy Singer, «era a ellos a quienes los campesinos llevaban sus quejas por el comportamiento abusivo sufrido a manos de los cipayos y otros». Aunque los kadi también abusaban a menudo de su autoridad, la división de poderes permitía a la clase que pagaba impuestos que sus quejas fueran atendidas sin implicar a la lejana autoridad imperial. El poder conferido a los kadis les permitía proteger la legitimidad del sistema de timar y, al mismo tiempo, asegurar la base fiscal del Imperio.

## Autonomía de loskadis
La delegación de poderes del sultán en los kadis otorgaba a éstos ciertas libertades, especialmente en lo que respecta a su aplicación de la ley, pero también reafirmaba la autoridad del sultán. Como señala Ronald Jennings, «la autoridad imperial podría haber eclipsado o sofocado fácilmente la autoridad e iniciativa del kadi. La Puerta nombraba a los kadis y los destituía a voluntad, establecía los límites de las unidades administrativas judiciales y mantenía una correspondencia regular con sus kadis. No muchos kadis se habrían atrevido a tentar la voluntad imperial, y menos aún habrían podido resistir su ira». Los kadis seguían las órdenes del sultán y de su corte, pero conservaban la autonomía en sus decisiones. Debido a esta autonomía, desempeñaron un papel importante a la hora de iniciar cambios en la jurisprudencia. Las sentencias de un kadi no iban más allá de los casos individuales, pero la forma en que aplicaban las leyes a menudo influía en la interpretación de la autoridad imperial. Por ejemplo, sus sentencias relativas a ciertas dotaciones de dinero (cash-waqfs), que fueron objeto de escrutinio por su relación con el interés y la usura, acabaron por legitimar la práctica.  El grado de independencia de los kadis no está claro, pero tenían suficiente margen de maniobra para ayudar a orientar el desarrollo del derecho otomano.